# 당니 (프로게이머)
당니(본명: 여인정, 2002년 3월 24일 ~ )은 대한민국의 전직 카트라이더 러쉬플러스 프로게이머이다. 선수 시절 아이디는 DANGNI이다.

## 선수 시절
2021년, Optimal 소속으로 참가하면서 커리어를 시작했다. 2021-1 시즌 팀전 준우승, 개인전 14위을 달성했다.
2021-2 시즌을 앞두고 SGA 인천에 입단했다. 팀전 3위, 개인전 11위를 달성했다. 
2022시즌을 앞두고 SGA 인천과 재계약을 체결했다. 2022-1 시즌 팀전 4위, 개인전 11위를 기록했다. 이후 팀에서 퇴단했다.

## 소속팀
| # | 팀명     | 소속 기간                 | 소속 리그 | 비고 |
| - | -------- | ------------------------- | --------- | ---- |
| 1 | Optimal  | 2021                      | KRPL      |      |
| 2 | SGA 인천 | 2021.09.23. ~ 2022.06.21. | KRPL      |      |

## 수상 내역
공식 대회 준우승 1회
- 2021 신한은행 헤이영 카트라이더 러쉬플러스 리그 시즌 1 팀전 준우승
- 2021 신한은행 헤이영 카트라이더 러쉬플러스 리그 시즌 2 팀전 3위